# コールズ (百貨店)
コールズ（Kohl's）は、アメリカ合衆国に本社を置く大手百貨店チェーン。
1927年にウィスコンシン州メノモニーフォールズにて、マックスウェル・コールらによって創業された。一時はブリティッシュ・アメリカン・タバコに買収されていた。現在約ハワイ州を除き約1100店舗を擁する。
2012年5月に競合会社のJ.C.ペニーを抜き、アメリカ最大の百貨店チェーンとなった。
2022年12月2日、CEOのミシェル・ガスがいわゆる物言う株主から圧力を受け、退任。トム・キングスベリーが暫定CEOに就任する。